# Metal Machine Trio
Metal Machine Trio ― американская нойз-группа, основанная в 2008 году Лу Ридом, Ульрихом Кригером и Сартом Кэлхуном. Музыкальный коллектив исполнял инструментальную и импровизированную музыку, затрагивая такие жанры, как фри-джаз, минимализм, нойз, электроника и эмбиент. Группа распалась в связи со смертью Лу Рида 27 октября 2013 года.
Название группы отсылает к альбому Лу Рида Metal Machine Music 1975 года.

## Участники группы
- Лу Рид ― гитара, электроника
- Ульрих Кригер ― саксофон-тенор, электроника
- Сарт Калхун ― континуум, обработка